# Нова Шахерезада
«Нова Шахерезада» — радянський двосерійний художній фільм 1990 року, знятий режисером Михайлом Нікітіним на Кіностудії «Петрополь».

## Сюжет
Марина познайомилася на курорті з чарівним чоловіком, який подарував їй незабутні дві години кохання, які залишалися у нього до вильоту з аеропорту. Минув час і Марина приїжджає в Ленінград у гості до свого принца, але того не виявляється вдома. Блукаючи незнайомим містом, вона потрапляє в міліцію.

## У ролях
- Надія Резон — Марина
- Володимир Баранов — Толян
- Наталія Вількіна — Зінаїда Михайлівна, мати Толяна
- Олександр Дольський — Сергій Воронцов, сусід
- Ігор Ерельт — Парфьонов
- Олександр Сластін — Шах
- Світлана Смирнова — Валентина
- Сергій Лосєв — Хрустальов
- Олег Корчиков — Лесик
- Павло Первушин — літній сусід
- А. Альохін — епізод
- Андрій Дежонов — епізод
- В. Васильєв — епізод
- Ігор Єремєєв — епізод
- Олена Драпеко — робітниця їдальні
- Олександр Зав'ялов — міліціонер/людина з «Волги»
- Михайло Ісаєв — епізод
- Данило Лапігін — епізод
- Володимир Матюхін — художник
- Павло Семченко — художник
- Олександр Половцев — міліціонер / людина з «Волги»
- Л. Малиновська — епізод
- Надія Михайлова — міліціонер
- Людмила Єлісєєва — міліціонер
- С. Новиков — епізод
- Олена Точонова — епізод
- Володимир Юр'єв — епізод
- Валерій Третьяков — епізод
- Євген Бахарєв — епізод
- Людмила Горєлова — провідниця
- Андрій Краско — Баранов
- Леонід Максимов — епізод
- Олена Соловйова — гостя

## Знімальна група
- Режисер — Михайло Нікітін
- Сценарист — Валерій Попов
- Оператор — Федір Токмаков
- Композитор — Ігор Цвєтков
- Художник — Віктор Амельченков